# Lawrence Sabatini
Lawrence Primo Sabatini (ur. 15 maja 1930 w Chicago) – amerykański duchowny rzymskokatolicki posługujący w Kanadzie, w latach 1982–1999 biskup Kamloops.

## Życiorys
Święcenia kapłańskie przyjął 19 marca 1957. 15 lipca 1978 został prekonizowany biskupem pomocniczym Vancouver ze stolicą tytularną Nasai. Sakrę biskupią otrzymał 21 września 1978. 30 września 1982 został mianowany biskupem Kamloops. 2 września 1999 przeszedł na emeryturę.